# Gorseinon
Gorseinon ist eine walisische Stadt und Community östlich des Ästuars des River Loughor in der südwalisischen Principal Area City and County of Swansea. Die Community, die neben der namensgebenden Stadt als Hauptort auch Teile des nördlich-westlichen Umlandes umfasst, hatte beim Zensus 2011 8.693 Einwohner.

## Geographie

Der River Lliw in Gorseinon

Gorseinon liegt südwestlich des M4 motorway an der A4240 road. Im Osten wird die Community größtenteils vom River Lliw begrenzt, im Westen vom Ästuar des River Loughor. Die Stadt Gorseinon liegt dabei im Südosten der Community und damit nordwestlich von Swansea. Zudem umfasst die Community weitere Ansiedlungen wie Penyrheol nordwestlich des Hauptortes, der auf gut 20 Metern Höhe liegt. Die Community ist Teil der Principal Area City and County of Swansea, liegt aber an der Grenze zu Carmarthenshire. So hat die Community im Westen jeweils eine gemeinsame Grenze mit den Communitys Llangennech und Llanelli Rural, die beide zu Carmarthenshire gehören. Weitere Grenzen mit anderen Communitys verlaufen aber innerhalb von Swansea; im Süden mit Llwchwr, im Osten mit Penllergaer und im Norden mit Grovesend and Waungron. Die Community selbst ist unterteilt in zwei Wards: zum einen Gorseinon im Osten und zum anderen Penyrheol im Osten, welcher auch die Community Grovesend and Waungron umfasst. Damit gehört Gorseinon vollständig zum britischen Wahlkreis Gower beziehungsweise zu dessen walisischem Pendant. Außerdem wird der Name Gorseinon auch für eine sogenannte built-up area, also für ein zusammenhängendes, bebautes Gebiet, verwendet, das neben der Stadt Gorseinon auch Loughor und Garden Village in der Community Llwchwr sowie Penllergaer umfasst. Dieses Gebiet hatte beim Zensus 2011 20.581 Einwohner.
Gorseinon steht auf den Schichten der Grovesend Formation. Diese besteht zum größten Teil aus Tonschiefer, gemischt mit Tonen und feinkörnigen Sandsteinen. In diesem Gebiet gibt es stark ausgeprägte Kohleflöze und weniger häufig Sandstein. Die Untergrenze dieser Formation findet sich an der Basis der Swansea Four-Feet Coal in Swansea (vergleichbar mit dem Llantwit No.3 Seam im Pontypridd district und dem Mynyddislwyn Seam östlich des River Taff), wo es mudstone seatearth auf dem stark sandhaltigen Swansea Member und dem ähnlichen Hughes Member im Osten des Kohlegebietes überdeckt. Es besitzt ein scharf begrenztes Ende im Westen und es wird angenommen, dass es nach Osten allmählich ausläuft. Die Swansea Member Formation steht in kleinen Gebieten östlich einer Verwerfung in der Region um Penllergaer an. Diese Verwerfung hat eine Nord-Süd-Ausrichtung. Die Schichten bestehen aus grünlich-grauen Pennant sandstones mit dünnen Tonschichten und seatearth interbeds sowie dünnen Kohleschichten. Der untere Horizont dieser Formation liegt auf dem Golden Seam (Swansea Three Feet or Graigola) aus.

## Geschichte
Gorseinon gehörte früher zu Glamorgan und wurde bereits Anfang der 1870er-Jahre im Imperial Gazetteer of England and Wales erwähnt. Seit 1993 besteht zusammen mit der Community Llwchwr eine Gemeindepartnerschaft mit der französischen Gemeinde Ploërmel in der Bretagne. Ab Mitte der 1950er-Jahre bis zur endgültigen Schließung im Februar 2008 existierte in Gorseinon zudem das La Charette, das mit 23 Sitzen das kleinste Kino Großbritanniens war. Eingerichtet in einem vormaligen Eisenbahnwaggon, musste das Kino im November 2007 wegen zu hoher Betriebskosten den Betrieb einstellen. Im Februar 2008 fand unter Mithilfe von Mark Kermode und mit Kenneth Branagh als prominenter Gast die letzte Aufführung im Kino statt; es war die Premiere des Filmes Alien Love Triangle von Danny Boyle.

## Infrastruktur
In Gorseinon gibt es unterschiedlichste Einrichtungen und ähnliches. So hat das Gower College Swansea in Gorseinon einen Campus, während es zusätzlich auch eine Bibliothek in der Stadt gibt. Neben einigen Arztpraxen existiert das Gorseinon Hospital als Krankenhaus der Stadt. Abgesehen von einem Gemeindezentrum gibt es mit der Bethel Evangelical Church, der St Catherine’s Church und der römisch-katholischen Blessed Sacrament drei Kirchen. Außerdem gibt es ein Zustellpostamt der Royal Mail. Ebenso gibt es in der Community eine Niederlassung der Supermarktkette ASDA, sowie verschiedene Sportvereine wie den Rugbyverein Gorseinon Rugby Football Club. Zwischen 1930 und circa 1951 existierte zudem der Garngoch Golf Club im Südosten von Gorseinon.

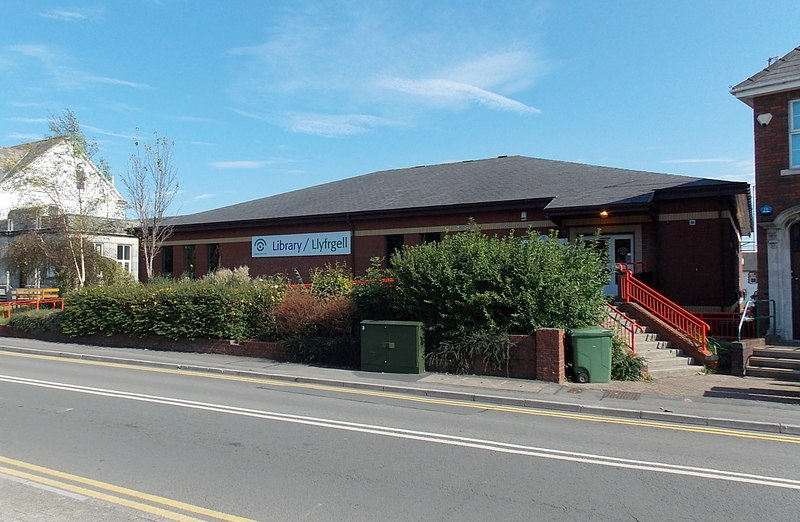
Die Gorseinon Library
Die Bethel Evangelical Church
Die Kirche Blessed Sacrament
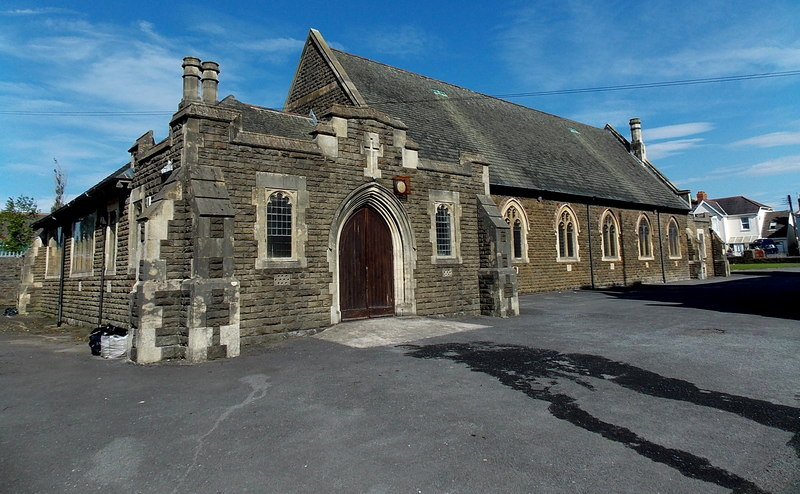
Die St Catherine’s Church

## Verkehr

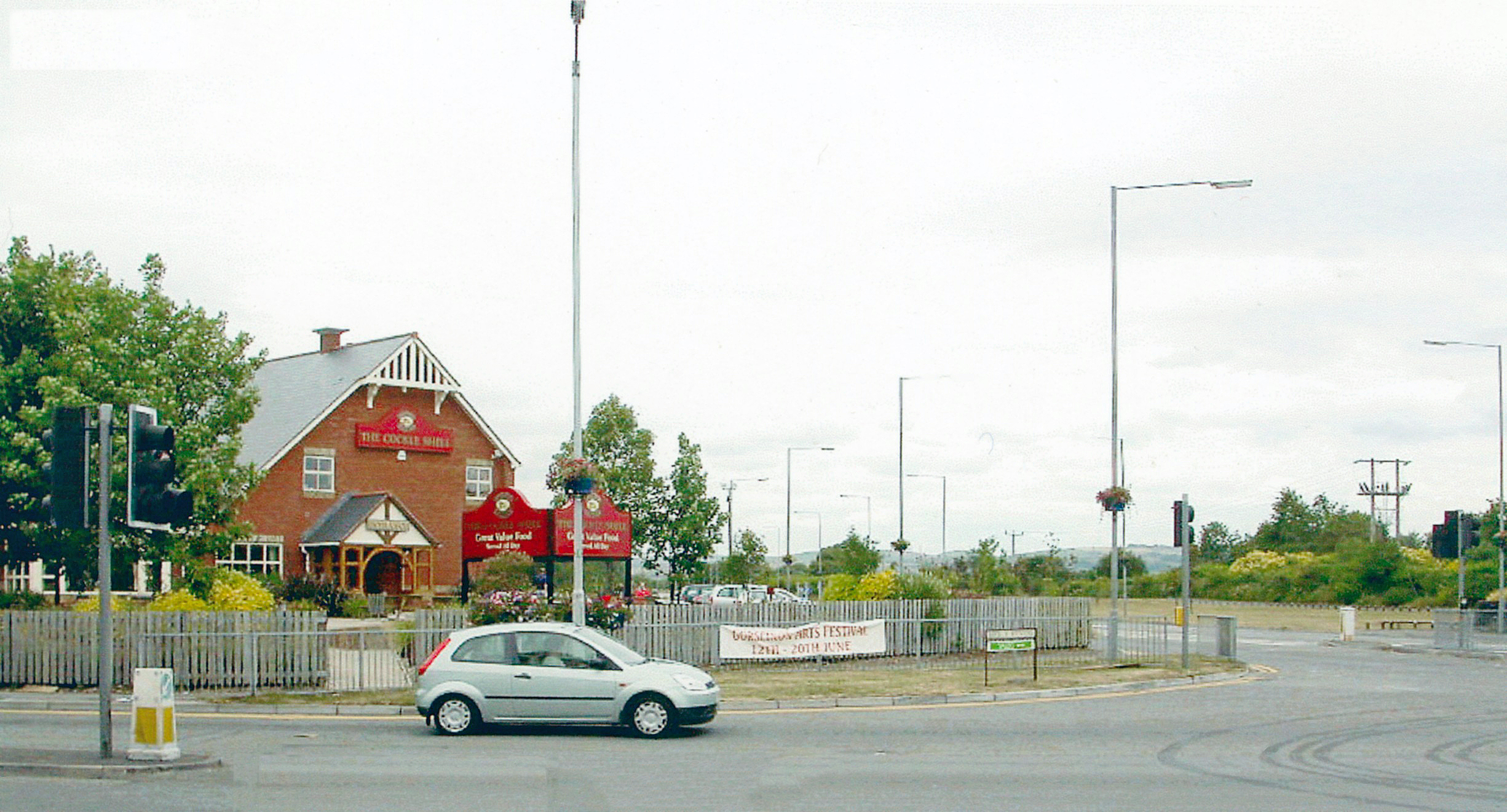
Der frühere Bahnhof von Gorseinon

Gorseinon liegt wie oben beschrieben an der A4240 road, zudem durchquert die B4296 road die Community. Außerdem verkehren innerhalb der Community verschiedene Buslinien, die mehrere Haltepunkte auf dem Gebiet der Community haben. Früher hatte Gorseinon auch einen Bahnhof, an dem unter anderem eine Eisenbahnlinie zwischen Swansea und Llandillo verkehrte.

## Bauwerke
In Gorseinon sind drei Bauwerke erhalten, die als Grade II buildings in die britischen Denkmallisten Statutory List of Buildings of Special Architectural or Historic Interest aufgenommen wurden: die St Catherine’s Church, die Kirche Blessed Sacrament sowie ein Kriegsdenkmal.

## Persönlichkeiten
- Nigel Sims (1931–2018), Fußballtorhüter
- David Williams (* 1938), Mathematiker
- Tristan Garel-Jones, Baron Garel-Jones (1941–2020), Politiker
- Jessica Sula (* 1994), Schauspielerin